# The Sickest Warped Tour EP
The Sickest Warped Tour EP é um EP que foi vendido pela banda Forever the Sickest Kids durante a Warped Tour 2007.

## Faixas
| N.º            | Título                 | Compositor(es)                                          | Duração |  |
| 1.             | "Hey Brittany"         | Austin Bello, Caleb Turman, Jonathan Cook               | 3:04    |  |
| 2.             | "Believe Me I'm Lying" | Austin Bello, Caleb Turman                              | 3:02    |  |
| 3.             | "She's a Lady"         | Austin Bello, Caleb Turman, Jonathan Cook, Marc Stewart | 3:59    |  |
| 4.             | "Coffee Break"         | Jonathan Cook, Caleb Turman                             | 2:21    |  |
| 5.             | "Breakdown"            | Jonathan Cook, Caleb Turman                             | 3:37    |  |
| Duração total: | Duração total:         | Duração total:                                          | 16:17   |  |

## Formação
- Austin Bello – Baixo, Vocal
- Kyle Burns – bateria, Percussão
- Jonathan Cook – Vocal
- Kent Garrison – teclado
- Marc Stewart – Guitarra
- Caleb Turman – Guitarra, Vocal